# Richard Norris Williams
 (août 2025).
Si vous disposez d'ouvrages ou d'articles de référence ou si vous connaissez des sites web de qualité traitant du thème abordé ici, merci de compléter l'article en donnant les références utiles à sa vérifiabilité et en les liant à la section « Notes et références ».
Pour les articles homonymes, voir Richard Williams et Williams.

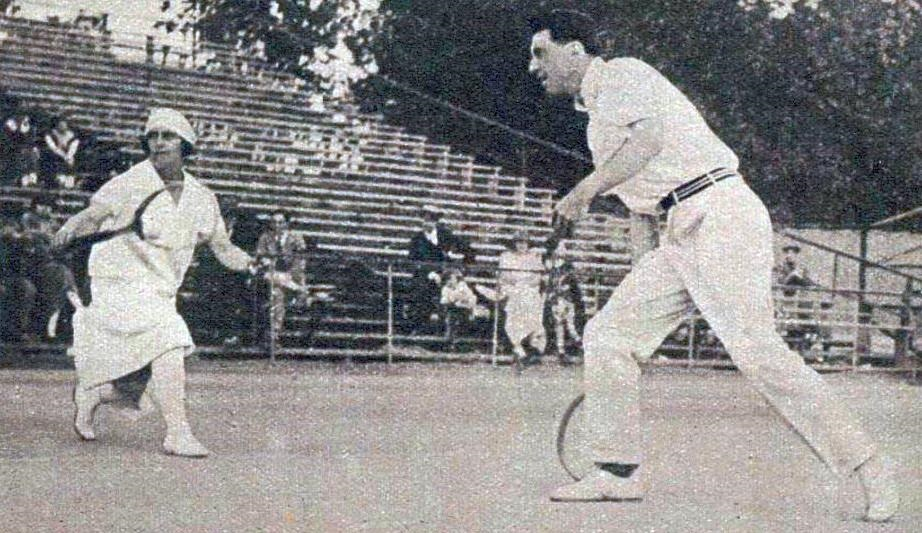
Richard Williams et Hazel Hotchkiss Wightman, victorieux du double mixte aux Jeux olympiques de 1924.

Richard Norris Williams II, plus connu sous les noms de Richard Williams ou Dick Williams, est un joueur de tennis américain, né le 29 janvier 1891 à Genève (Suisse) et mort le 2 juin 1968 à Philadelphie (Pennsylvanie). 
En avril 1912, il survit de justesse au naufrage du Titanic en nageant jusqu’à une embarcation de sauvetage à moitié immergée dans l'eau glacée. Un médecin va jusqu'à proposer une amputation de ses deux jambes, opération qu’il refuse. Son père, Charles Duane Williams, qui est mort près de lui en tentant de fuir le paquebot qui sombrait, est considéré comme l’initiateur de la fondation de la Fédération internationale de tennis, créée officiellement l’année suivante, en mars 1913.
Deux ans après l’épreuve du naufrage, en 1914, Williams est en mesure de remporter les Internationaux des États-Unis et il réitère cette victoire en 1916. Il décroche également une médaille d'or en double mixte aux Jeux olympiques de Paris en 1924.
Williams intègre l'International Tennis Hall of Fame en 1957.
Après sa carrière de joueur de tennis, il devient banquier, et est pendant de nombreuses années président de la société historique de Philadelphie.

## Biographie
Richard Norris Williams naît le 29 janvier 1891 à Genève en Suisse. Il est le fils de Lydia Biddle Williams-White et de Charles Duane Williams, avocat américain installé à Genève et passionné de tennis, qui sera en 1912 le principal instigateur de la fondation de la Fédération internationale de tennis. Grâce à l’éducation sportive reçue de son père, il devient à 12 ans champion junior de tennis de Suisse. En 1912, à l’âge de 21 ans, il est admis à l'université Harvard et part aux États-Unis avec son père qui a décidé de l'accompagner.
Le 10 avril 1912, ils embarquent en première classe à bord du Titanic. Lors du naufrage du paquebot, dans la nuit du 14 au 15 avril, Richard Williams et son père se jettent dans l’eau glacée de l’Atlantique nord au moment où le bateau commence à sombrer. Son père meurt écrasé par la chute de la première cheminée du navire : la vague qui en résulte permet en revanche à Richard Williams d'atteindre le canot pliable A à demi immergé. Il racontera plus tard comment il s’est retrouvé nez à nez avec son bouledogue, Gamin de Pycombe, échappé du chenil dans la confusion du naufrage. À bord du canot pliable, mais les jambes plongées plusieurs heures dans l’eau glacée, Richard Williams survit jusqu'à l'arrivée du RMS Carpathia. Plus tard, un médecin recommande l'amputation. Ne voulant pas abandonner sa carrière de tennis à peine entamée, Williams refuse l’opération et parvient à garder ses jambes.
Deux ans plus tard et à force de travail, il remporte les Internationaux des États-Unis, performance qu'il réitère en 1916. En 1924, il décroche une médaille d'or en double mixte aux Jeux olympiques de Paris, aux côtés d'Hazel Hotchkiss Wightman.
Joueur particulièrement téméraire, Richard Williams aimait à frapper très fort et à jouer tout près des lignes, sans presque jamais temporiser. Au service, il engageait aussi fort en première qu'en seconde balle. Ce style de jeu spectaculaire en fit un joueur particulièrement apprécié du public. Réputé imbattable dans ses bons jours, ses prises de risque permanentes lui coûtèrent néanmoins, dans ses mauvais jours, des défaites assez cuisantes face à des joueurs pourtant réputés bien moins bons que lui.
Il fut partie de l'équipe américaine de Coupe Davis, vainqueur à cinq reprises de la compétition. Pour la première fois en 1913, il participe à l'ensemble de la compétition et bat en finale Charles Dixon lors du second simple. Il a ensuite joué les matchs de double en 1921 et 1923, puis en 1925 et 1926 avec Vincent Richards contre l'équipe de France.
Il est membre de l'International Tennis Hall of Fame depuis 1957.

## Palmarès en Grand chelem

### Wimbledon
- Double messieurs : 1920 (avec Chuck Garland)
  - Finaliste : 1924

### Internationaux des États-Unis
- Simple messieurs : 1914, 1916
  - Finaliste : 1913
- Double messieurs : 1925, 1926
  - Finaliste : 1921, 1923, 1927
- Double mixte : 1912